# Nanna Heitmann
Nanna Heitmann (* 1994 in Ulm) ist eine deutsche Fotojournalistin und Magnum-Fotografin.

## Leben und Werk
Nanna Heitmann ist in Ulm aufgewachsen, wo sie das Kepler-Gymnasium besuchte und dort ihr Abitur absolvierte. Anschließend studierte sie Fotojournalismus und Dokumentarfotografie an der Hochschule Hannover. Im Jahr 2019 zog sie nach Russland in das Heimatland ihrer Mutter. Sie dokumentiert die kulturelle Vielfalt des Vielvölkerstaates, die Traditionen und den häufig von Armut geprägten Alltag fernab der urbanen Zentren.
2019 wurde Heitmann assoziiertes Mitglied von Magnum Photos, seit 2023 ist sie vollwertiges Mitglied.
Als sie für ein Langzeitprojekt über Menschen und ihre Lebensweisen in der Ost-Ukraine unterwegs war, dokumentierte Nanna Heitmann am 24. Februar 2022 durch Zufall einen der ersten russischen Panzer an der Grenze zur Ukraine und damit den Beginn des russischen Angriffs. Das Bild wurde anschließend auf dem Cover des Time Magazine veröffentlicht.
Ihre erste Auszeichnung erhielt sie 2015 mit dem Deutschen Jugendfotopreis. Seither wurde Nanna Heitmann vielfach für ihre Arbeit ausgezeichnet, so war sie unter anderem 2024 Finalistin für den Pulitzer-Preis in der Kategorie „Feature Photography“.
Heitmanns Fotos werden in internationalen Medien veröffentlicht, darunter The New York Times, The New Yorker, The Washington Post, Die ZEIT, Le Monde, De Volkskrant oder National Geographic.

## Auszeichnungen (Auswahl)
- 2015: Deutscher Jugendfotopreis[9]
- 2018: Finalistin des Neuen BFF-Förderpreises 2018
- 2018: Belgrad New Talent Award
- 2018: Vonovia Award für Fotografie, beste Nachwuchsarbeit
- 2018: Vogue Italia Prize beim PH Museum Women Photographers Grant[10]
- 2019: Leica Oskar Barnack Newcomer Award für Hiding from Baba Yaga[11]
- 2020: The Olivier Rebbot Award des Overseas Press Club of America für eine Reportage in National Geographic[8]
- 2022: World Press Photo, Stories[12]
- 2023: Françoise Demulder Award
- 2023: STERN-Preis in der Kategorie „Fotogeschichte des Jahres“[13]
- 2024: The Danish Siddiqui Award des Overseas Press Club of America für eine Reportage in der New York Times[5]
- 2024: Finalistin des Pulitzer-Preises in der Kategorie „Feature Photography“
- 2025: World Press Photo Award, Europe – Singles[14]
- 2025: Finalistin des Pulitzer-Preises in der Kategorie „Breaking News Photography“[15]

## Ausstellungen
- 2019: Foto. Kunst. Malerei. Fotografien von Heinrich Strieffler und Nanna Heitmann, Strieffler-Haus, Landau[16]
- 2020: Hiding from Baba Yaga, Leica Gallery Zingst[17]
- 2021: The Nobel Peace Prize Exhibition, Nobel-Friedenszentrum, Oslo[18]
- 2023: Krieg und Frieden, Galerie für Fotografie, Hannover
- 2024: Krieg und Frieden, LWL-Museum Henrichshütte im ehemaligen Stahlwerk Hattingen[19]

## Publikation
Foto. Kunst. Malerei. Fotografien von Heinrich Strieffler und Nanna Heitmann. ISBN 978-3-939427-51-3